# Glendale, Arizona
Glendale là một thành phố nằm ở quận Maricopa, Arizona, Hoa Kỳ. Thành phố này nằm cách Phoenix 14 km (9 dặm) về phía tây bắc. Dân số thành phố năm 2006 ước tính vào khoảng 246,531 người.

## Liên kết
- Official City Website
- Glendale news, sports and things to do from The Glendale Republic newspaper[liên kết hỏng]